# تلفاز ميكانيكي

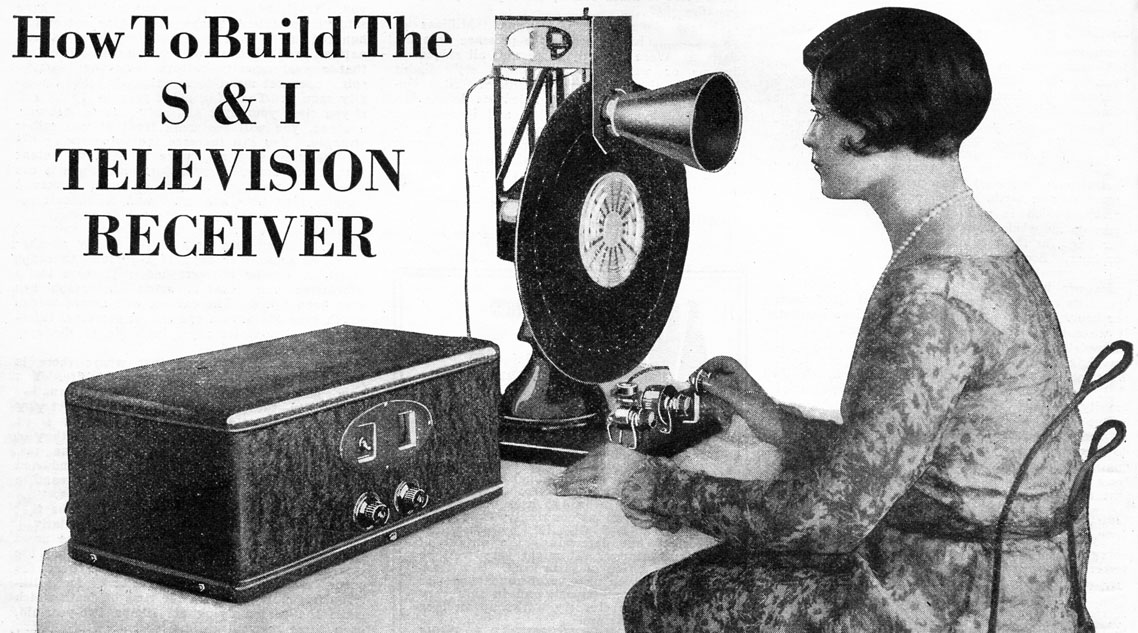

التلفاز الميكانيكي أو تلفاز المسح الميكانيكي هو نظام تلفزيوني يعتمد على جهاز مسح ميكانيكي، مثل قرص دوار به ثقوب أو مرآة دوارة، لمسح المشهد وتوليد إشارة الفيديو، وجهاز ميكانيكي مماثل في المستقبل لعرض الصورة. يتناقض هذا مع تكنولوجيا التلفاز الحديثة، التي تستخدم طرق المسح الإلكترونية، على سبيل المثال الحزم الإلكترونية في تلفزيونات أنبوب الأشعة المهبطية (سي آر تي)، وشاشات العرض البلورية السائلة (إل سي دي)، لتشكيل الصورة وعرضها.
استُخدمت طرق المسح الميكانيكي في أقدم أنظمة التلفاز التجريبية في عشرينيات وثلاثينيات القرن العشرين. كان جون لوجي بيرد أول من جرب البث التلفزيوني اللاسلكي التجريبي في 25 نوفمبر عام 1925 في لندن. بحلول عام 1928، كانت العديد من المحطات الإذاعية تبث برامج تلفزيونية تجريبية باستخدام الأنظمة الميكانيكية. ومع ذلك، لم تنتج التكنولوجيا أبدًا صورًا بجودة كافية لتصبح شعبية بين الجمهور. استُبدلت أنظمة المسح الميكانيكي إلى حدٍ كبير بتقنية المسح الإلكتروني في منتصف ثلاثينيات القرن العشرين، والتي استُخدمت في أول عمليات البث التلفزيوني الناجحة تجاريًا التي بدأت في أواخر الثلاثينيات من القرن العشرين في بريطانيا العظمى.
يُسمى جهاز استقبال التلفاز الميكانيكي في بعض البلدان مستقبل تلفزيوني.

## نبذة تاريخية

### الأبحاث المبكرة
طُورت أول تقنيات المسح النقطي الميكانيكية في القرن التاسع عشر للفاكس، ونقل الصور الثابتة بالأسلاك. قدم ألكسندر بين آلة الفاكس في عام 1843 إلى عام 1846. عرض فريدريك باكويل نسخة مختبرية عام 1851. طور جيوفاني كاسيلي أول نظام فاكس عملي يعمل على خطوط التلغراف ووضعه في الخدمة من عام 1856 فما بعد.
اكتشف ويلوبي سميث الموصلية الضوئية لعنصر السيلينيوم في عام 1873، ووضع الأساس لصمام خلايا السيلينيوم الضوئي الذي استُخدم باعتباره لاقطًا في معظم أنظمة المسح الميكانيكية.
في عام 1885، صمم هنري سوتون في بالارات، أستراليا التلفان لنقل الصور عن طريق أسلاك التلغراف، استنادًا إلى نظام قرص نيبكو الدوار، وخلايا السيلينيوم الضوئية، ومنشور نيكول، وخلايا ظاهرة كير. نُشر تصميم سوتون دوليًا في عام 1890.  نُشر سرد لاستخدام نقل وحفظ الصورة الثابتة في إيفنينغ ستار في واشنطن عام 1896.
أُجريت أول تجربة للانتقال الفوري للصور من قبل الفيزيائي الألماني، إرنست رومر، الذي رتب 25 خلية سيلينيوم باعتبارها عناصر صور جهاز استقبال التلفاز. في أواخر عام 1909، أُظهر بنجاح في بلجيكا نقل صور بسيطة عبر سلك هاتف من قصر العدل في بروكسل إلى مدينة لييج، بمسافة تبلغ 115 كم (71 ميل). وُصف هذا العرض في ذلك الوقت بأنه «أول نموذج عملي في العالم لأجهزة التلفاز». يعني العدد المحدود من العناصر أن جهازه كان قادرًا فقط على تمثيل الأشكال الهندسية البسيطة، وكانت التكلفة عالية جدًا، بسعر 15 جنيهًا إسترلينيًا (45 دولارًا أمريكيًا) لكل خلية سيلينيوم، قُدر أن نظام الخلايا 4000 سيكلف 60.000 جنيه إسترليني (180.000 دولارًا أمريكيِا)، وآلية خلية 10000 قادرة على إعادة إنتاج «مشهد أو حدث يتطلب خلفية من المناظر الطبيعية» سيكلف 150.000 جنيه إسترليني (450.000 دولارًا أمريكيًا). أعرب رومر عن أمله في أن يرعى معرض بروكسل العالمي لعام 1910 تصميمًا لجهاز متقدم يحتوي على عدد أكبر بكثير من الخلايا، وذلك لتسليط الضوء على المعرض. ومع ذلك، أثبتت النفقات المقدرة البالغة 250.000 جنيه إسترليني (750.000 دولار أمريكي) أنها مرتفعة للغاية.
حفزت الدعاية الناتجة عن تجربة رومر اثنين من العلماء الفرنسيين، جورجس رينو وإيه فورنير في باريس، للإعلان عن بحث مماثل قاموا به. تعمل المصفوفة من 64 خلية سيلينيوم، موصولة بشكل فردي مع مبادل ميكانيكي، بمثابة شبكية إلكترونية. في جهاز الاستقبال، عدل نوع من خلايا كير الإضاءة وسلسلة من العاكسات ذات الزوايا المختلفة الملحقة بحافة القرص الدوار فحص الشعاع المعدل على شاشة العرض. دائرة كهربائية منفصلة منتظمة التزامن. كانت دقة 8×8 بكسل في هذا العرض كافية لنقل الأحرف الفردية للأبجدية بوضوح. أُرسلت صورة محدثة «عدة مرات» في كل ثانية.
في عام 1911، أنشأ بوريس روزنغ وطالبه فلاديمير زوريكين نظامًا يستخدم ماسحًا ميكانيكيًا أسطوانيًا لمرايا المسح لنقل «صور بدائية جدًا» عبر أسلاك إلى «أنبوب براون» (أنبوب الأشعة المهبطية «سي آر تي») في جهاز الاستقبال. لم تكن الصور المتحركة ممكنة لأنه في الماسح الضوئي «لم تكن الحساسية كافية وكانت خلية السيلينيوم بطيئة للغاية».

### التلفاز الملون
ألهمت تجارب جون بيرد عن التلفاز الملون عام 1928 نظام غولدمارك لألوان المجال المتسلسل الأكثر تقدمًا. استخدم نظام بيتر غولدمارك في التلفاز الملون سي بّي إس هذه التكنولوجيا في عام 1940. في نظام غولدمارك، ترسل المحطات قيم تشبع الألوان إلكترونيًا. ومع ذلك، تلعب الأساليب الميكانيكية دورًا هامًا أيضًا. في الكاميرا المرسلة، يقوم القرص الميكانيكي بترشيح تدرجات (ألوان) من إضاءة الاستديو المنعكسة. في جهاز الاستقبال، يرسم القرص المتزامن نفس الأشكال على سي آر تي. أثناء عرض الصور للمشاهد من خلال القرص الملون، تظهر الصور بالألوان الكاملة.
بالطبع، حلت أنظمة الألوان المتزامنة محل نظام سي بي إس – غولدمارك. ومع ذلك استمرت أساليب الألوان الميكانيكية في الاستخدام. كانت مجموعات الألوان السابقة باهظة الثمن، حيث كانت تزيد عن 1000 دولار في ذلك الوقت. تسمح الموائمات غير المكلفة لأصحاب مجموعات الأبيض والأسود وتلفزيون نظام إن تي إس سي باستقبال بث تلفزيوني ملون. وأبرز هذه الموائمات هو كول-آر-تل، وهو محول إن تي إس سي 1955 إلى النطاق التسلسلي. يعمل هذا النظام بمعدلات مسح إن تي إس سي، ولكنه يستخدم قرصًا مثل نظام سي بي إس القديم. يحول القرص مجموعة الأسود والأبيض إلى مجموعة النطاق التسلسلي. وفي الوقت نفسه، تستعيد إلكترونيات كول-آر-تيل إشارات ألوان إن تي إس سي وتسلسلها لإعادة إنتاج القرص. كما تقوم الأجهزة الإلكترونية بمزامنة القرص في نظام إن تي إس سي. في تلفاز كول-آر-تل، توفر الأجهزة الإلكترونية قيم التشبع (كثافة اللون). تتسبب هذه الأجهزة الإلكترونية في زيادة قيم الكثافة اللونية خلال زيادة السطوع (النصوع) في تغييرات الصورة. يرسم القرص تدرجات الألوان على الصورة.
وبعد سنوات قليلة من اعتماد تلفاز كول-آر-تل، اعتمدت بعثات أبولو للقمر تقنيات النطاق التسلسلي. كانت جميع الكاميرات القمرية الملونة ذات عجلات ملونة. أرسلت كاميرات ويستينغهاوس وما بعدها كاميرات آر سي إيه صور تلفزة ملونة ذات نطاق متسلسل إلى الأرض. تضمنت محطات الاستقبال الأرضية معدات ميكانيكية حولت هذه الصور إلى صيغ تلفزيون قياسية.